# Love (album của Michael Bublé)
Love (được viết cách điệu thành emoji hình trái tim đỏ: ❤️) là album phòng thu thứ 10 của nam ca sĩ người Canada-Ý Michael Bublé. Đây cũng là album phòng thu thứ 8 do một hãng thu âm lớn phát hành của Bublé. Album được Reprise Records phát hành vào ngày 16 tháng 11 năm 2018. Album được hỗ trợ quảng bá nhờ đĩa đơn mở đường "When I Fall in Love".
Trong một cuộc phỏng vấn với Daily Mail, Bublé được cho là đã nói rằng Love sẽ là album cuối cùng và anh sẽ không tiếp tục thực hiện các bài phỏng vấn, vì việc con trai được chẩn đoán mắc ung thư và bệnh tình sau đó có thuyên giảm đã khiến anh xem xét lại điều gì là quan trọng với bản thân; và vì đã thực hiện một "album hoàn hảo" nên anh có thể ngừng hoạt động âm nhạc "ở đỉnh cao sự nghiệp". Quản lý của anh sau đó đã bác bỏ những thông tin này, cho rằng chúng là những tin đồn "lá cải" và phủ nhận việc Bublé sẽ giải nghệ.
Love nhận được đề cử ở hạng mục Album giọng pop truyền thống xuất sắc nhất tại Giải Grammy năm 2020.

## Bối cảnh và sáng tác
Love là sản phẩm đầu tiên của Bublé trong vòng 2 năm sau khi con trai cả của anh, Noah, được chẩn đoán mắc ung thư gan. Sự kiện này đã khiến anh nghĩ rằng "sẽ không bao giờ quay trở lại với âm nhạc". Anh trở lại sáng tác và ghi âm các bài hát trong phòng thu sau khi tình trạng sức khỏe của con trai được cải thiện. Nói về cách tiếp cận với album, Bublé cho biết: "Mục tiêu của tôi với bản thu âm mới này là dựng lên một chuỗi những câu chuyện điện ảnh ngắn trong mỗi bài hát mà tôi lựa chọn, và giữ chúng tách biệt với nhau." Sau khi phác thảo sơ bộ ý tưởng cho album, anh đã truyền đạt lại ý tưởng cho các thành viên trong ban nhạc khi họ đến thăm nhà anh tại Vancouver để thực hiện một buổi trình diễn ngẫu hứng không thường xuyên và chơi trò chơi video.
Trong album này, Bublé đã sáng tác bài hát gốc "Forever Now" và đồng sáng tác bài "Love You Anymore" với Charlie Puth. Nam ca sĩ đã dụ dỗ được cố vấn của mình, nhà sản xuất David Foster, trở lại với các dự án phòng thu sau thời gian giải nghệ. Ông đã giám sát phần lớn quá trình thực hiện album. Bublé lúc đầu nghĩ rằng anh sẽ đặt tên album là My Romance để gợi nhắc đến tình yêu với âm nhạc vừa được nhen nhóm lại của mình, nhưng đã quyết định không sử dụng tên này vì cảm thấy nó sẽ khiến anh phải thường xuyên giải thích về ngữ cảnh.

## Quảng bá
Bublé thông báo về album trong một buổi stream trên Facebook Live, trong đó anh thừa nhận rằng mình đã không hoạt động âm nhạc trong một khoảng thời gian. Album cũng được gọi là "bản thu âm lãng mạn nhất của anh từ trước đến nay". Anh biểu diễn một đoạn trong bài "Love You Anymore" trong chương trình Carpool Karaoke ủng hộ cho Stand Up to Cancer vào ngày 26 tháng 10 năm 2018. Anh cũng biểu diễn trong The Graham Norton Show vào ngày 9 tháng 11 và trong The X Factor vào ngày 11 tháng 11.

### Các đĩa đơn
Đĩa đơn đầu tiên từ album, "When I Fall in Love", được phát hành vào ngày 27 tháng 9 năm 2018. Các đĩa đơn kế tiếp gồm bài hát gốc "Love You Anymore" phát hành vào ngày 12 tháng 10, và cuối cùng là "Such a Night" phát hành vào ngày 9 tháng 11, đúng một tuần trước ngày phát hành album.

## Diễn biến thương mại
Tại Canada, Love ra mắt ở vị trí á quân của bảng xếp hạng Canadian Albums Chart với 26.000 đơn vị album tương đương, trở thành album thứ 7 của Buble ra mắt trong top 2 tại quốc gia này. Trong tuần thứ 2, Love vươn lên vị trí số 1 trên bảng xếp hạng với 21.000 đơn vị album tương đương. Vào ngày 2 tháng 1 năm 2019, Love được Music Canada chứng nhận Bạch kim cho doanh số nhập hàng đạt 80.000 bản tại Canada.
Tại Hoa Kỳ, Love cũng ra mắt ở vị trí thứ 2 trên bảng xếp hạng Billboard 200 với 111.000 đơn vị, trong đó có 105.000 bản là album thuần. Đây là album thứ 8 của Bublé lọt vào top 10, và cũng là album thứ sáu của anh nằm trong top 2 của bảng xếp hạng Billboard 200.
Tại Vương quốc Anh, Love ra mắt ở vị trí quán quân với doanh số đạt 66.794 bản (88% trong số đó là doanh số đĩa CD), trở thành album quán quân thứ tư của Bublé trên bảng xếp hạng UK Albums Chart.

## Danh sách bài hát
| STT              | Nhan đề                                                        | Sáng tác                                             | Sản xuất                                              | Thời lượng |
| ---------------- | -------------------------------------------------------------- | ---------------------------------------------------- | ----------------------------------------------------- | ---------- |
| 1.               | "When I Fall in Love"                                          | Edward Heyman Victor Young                           | Michael Bublé David Foster Jochen Van der Saag [ 13 ] | 4:03       |
| 2.               | "I Only Have Eyes for You"                                     | Al Dubin Harry Warren                                | Bublé Foster Saag                                     | 3:22       |
| 3.               | "Love You Anymore"                                             | Ilsey Juber Johan Carlsson Charlie Puth Scott Harris | Bublé Foster Saag [ 14 ]                              | 3:02       |
| 4.               | "La Vie en rose" (hợp tác với Cécile McLorin Salvant)          | Louiguy Marguerite Monnot Édith Piaf                 | Bublé Foster Saag                                     | 3:49       |
| 5.               | "My Funny Valentine"                                           | Lorenz Hart Richard Rodgers                          | Bublé Foster Saag                                     | 4:25       |
| 6.               | "Such a Night"                                                 | Lincoln Chase                                        | Bublé Foster Saag [ 15 ]                              | 3:17       |
| 7.               | "Forever Now"                                                  | Alan Chang Michael Bublé Ryan Lerman Tom Jackson     | Bublé Foster Saag                                     | 3:40       |
| 8.               | "Help Me Make It Through the Night" (hợp tác với Loren Allred) | Kris Kristofferson                                   | Bublé Foster Saag                                     | 3:42       |
| 9.               | "Unforgettable"                                                | Irving Gordon                                        | Bublé Foster Saag                                     | 3:08       |
| 10.              | "When You're Smiling"                                          | Joe Goodwin Larry Shay Mark Fisher                   | Bublé Foster Saag                                     | 2:50       |
| 11.              | "Where or When"                                                | Lorenz Hart Richard Rodgers                          |                                                       | 3:05       |
| Tổng thời lượng: | Tổng thời lượng:                                               | Tổng thời lượng:                                     | Tổng thời lượng:                                      | 38:23      |

| Bài hát thêm cho phiên bản cao cấp | Bài hát thêm cho phiên bản cao cấp | Bài hát thêm cho phiên bản cao cấp                                                           | Bài hát thêm cho phiên bản cao cấp       | Bài hát thêm cho phiên bản cao cấp |
| STT                                | Nhan đề                            | Sáng tác                                                                                     | Sản xuất                                 | Thời lượng                         |
| ---------------------------------- | ---------------------------------- | -------------------------------------------------------------------------------------------- | ---------------------------------------- | ---------------------------------- |
| 12.                                | "When You're Not Here"             | Alfredo Le Pera Carlos Gardel Rolando Lattes Mario Battistella Michael Bublé Sebastian Schon | Bublé Alan Chang Jason "Spicy G" Goldman | 3:38                               |
| 13.                                | "I Get a Kick Out of You"          | Cole Porter                                                                                  | Bublé Foster Saag                        | 2:57                               |
| Tổng thời lượng:                   | Tổng thời lượng:                   | Tổng thời lượng:                                                                             | Tổng thời lượng:                         | 44:58                              |

## Xếp hạng
| Bảng xếp hạng (2018)                     | Vị trí cao nhất |
| ---------------------------------------- | --------------- |
| Album Úc (ARIA)                          | 2               |
| Album Áo (Ö3 Austria)                    | 2               |
| Album Bỉ (Ultratop Vlaanderen)           | 3               |
| Album Bỉ (Ultratop Wallonie)             | 13              |
| Canadian Albums (Billboard)              | 1               |
| Album Cộng hòa Séc (ČNS IFPI)            | 22              |
| Album Đan Mạch (Hitlisten)               | 20              |
| Album Hà Lan (Album Top 100)             | 4               |
| Estonia (Eesti Ekspress)                 | 28              |
| Album Phần Lan (Suomen virallinen lista) | 15              |
| Pháp (SNEP)                              | 60              |
| Album Đức (Offizielle Top 100)           | 6               |
| Album Hungaria (MAHASZ)                  | 3               |
| Album Ireland (IRMA)                     | 4               |
| Album Ý (FIMI)                           | 5               |
| Album New Zealand (RMNZ)                 | 2               |
| Album Na Uy (VG-lista)                   | 31              |
| Album Ba Lan (ZPAV)                      | 10              |
| Album Bồ Đào Nha (AFP)                   | 2               |
| Album Scotland (OCC)                     | 1               |
| Slovakia (ČNS IFPI)                      | 17              |
| Album Tây Ban Nha (PROMUSICAE)           | 5               |
| Album Thụy Điển (Sverigetopplistan)      | 27              |
| Album Thụy Sĩ (Schweizer Hitparade)      | 3               |
| Album Anh Quốc (OCC)                     | 1               |
| Hoa Kỳ Billboard 200                     | 2               |

| Bảng xếp hạng (2018)          | Vị trí |
| ----------------------------- | ------ |
| Úc (ARIA)                     | 44     |
| Áo (Ö3 Austria)               | 35     |
| Bỉ (Ultratop Flanders)        | 76     |
| Bỉ (Ultratop Wallonia)        | 152    |
| Hà Lan (MegaCharts)           | 81     |
| Đức (Offizielle Top 100)      | 88     |
| Ireland (IRMA)                | 30     |
| Ý (FIMI)                      | 71     |
| Thụy Sĩ (Schweizer Hitparade) | 83     |
| Anh Quốc (OCC)                | 8      |
| Bảng xếp hạng (2019)          | Vị trí |
| Bỉ (Ultratop Flanders)        | 108    |

## Chứng nhận doanh số
| Quốc gia                                                                           | Chứng nhận | Số đơn vị/doanh số chứng nhận |
| ---------------------------------------------------------------------------------- | ---------- | ----------------------------- |
| Canada (Music Canada)                                                              | Bạch kim   | 80.000‡                       |
| Hungary (Mahasz)                                                                   | Vàng       | 3.000‡                        |
| Ý (FIMI)                                                                           | Vàng       | 25.000‡                       |
| Ba Lan (ZPAV)                                                                      | Vàng       | 10.000‡                       |
| Tây Ban Nha (PROMUSICAE)                                                           | Vàng       | 20.000‡                       |
| Anh Quốc (BPI)                                                                     | Bạch kim   | 300.000‡                      |
| * Chứng nhận dựa theo doanh số tiêu thụ. ^ Chứng nhận dựa theo doanh số nhập hàng. |            |                               |